# Ordensmeister
Ordensmeister – beziehungsweise Ordensmeisterin – ist ursprünglich das höchste Amt (Generaloberer) einiger christlicher Ordensgemeinschaften. Der Begriff wurde auch für Amtsbezeichnungen in manchen weltlichen Vereinigungen übernommen, die ähnlich wie Ordensgemeinschaften strukturiert sind, z. B. Weinbruderschaften.
Gibt es mehrere Ordensmeister, gilt eine zusätzliche Bezeichnung:
- Verschiedenen Ritterorden steht ein Großmeister vor.
- Dem Deutschen Orden steht der Hochmeister vor.
- Dem seit der Reformation evangelischen Johanniterorden steht der Herrenmeister vor.
- Im Dominikanerorden lautet der lateinische Titel Magister Ordinis, deutsch „Ordensmeister“ oder „Generalmeister“.
- Im Mercedarierorden lautet der italienische Titel Maestro Generale, deutsch Generalmagister.

Siehe auch: Generalkapitel